# Бермео
Бермео (баск. Bermeo, ісп. Bermeo) — муніципалітет в Іспанії, у складі автономної спільноти Країна Басків, у провінції Біская. Населення — 17,078 осіб (2011).
Муніципалітет розташований на відстані близько 340 км на північ від Мадрида, 23 км на північний схід від Більбао.
На території муніципалітету розташовані такі населені пункти: (дані про населення за 2009 рік)
- Агірре: 80 осіб
- Альміке: 72 особи
- Арронатегі: 18 осіб
- Артіке: 126 осіб
- Бермео: 16131 особа
- Деміку: 52 особи
- Манью: 89 осіб
- Андер-Деуна: 31 особа
- Мікель-Деуна: 83 особи
- Арене-Пелайо-Деуна: 255 осіб
- Барац-Едер: 0 осіб

## Демографія
Динаміка населення (INE ):

## Галерея зображень

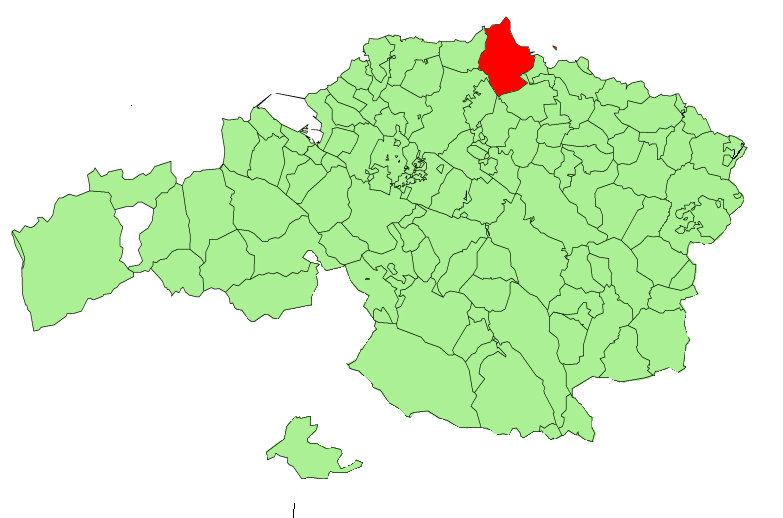
Розташування муніципалітету
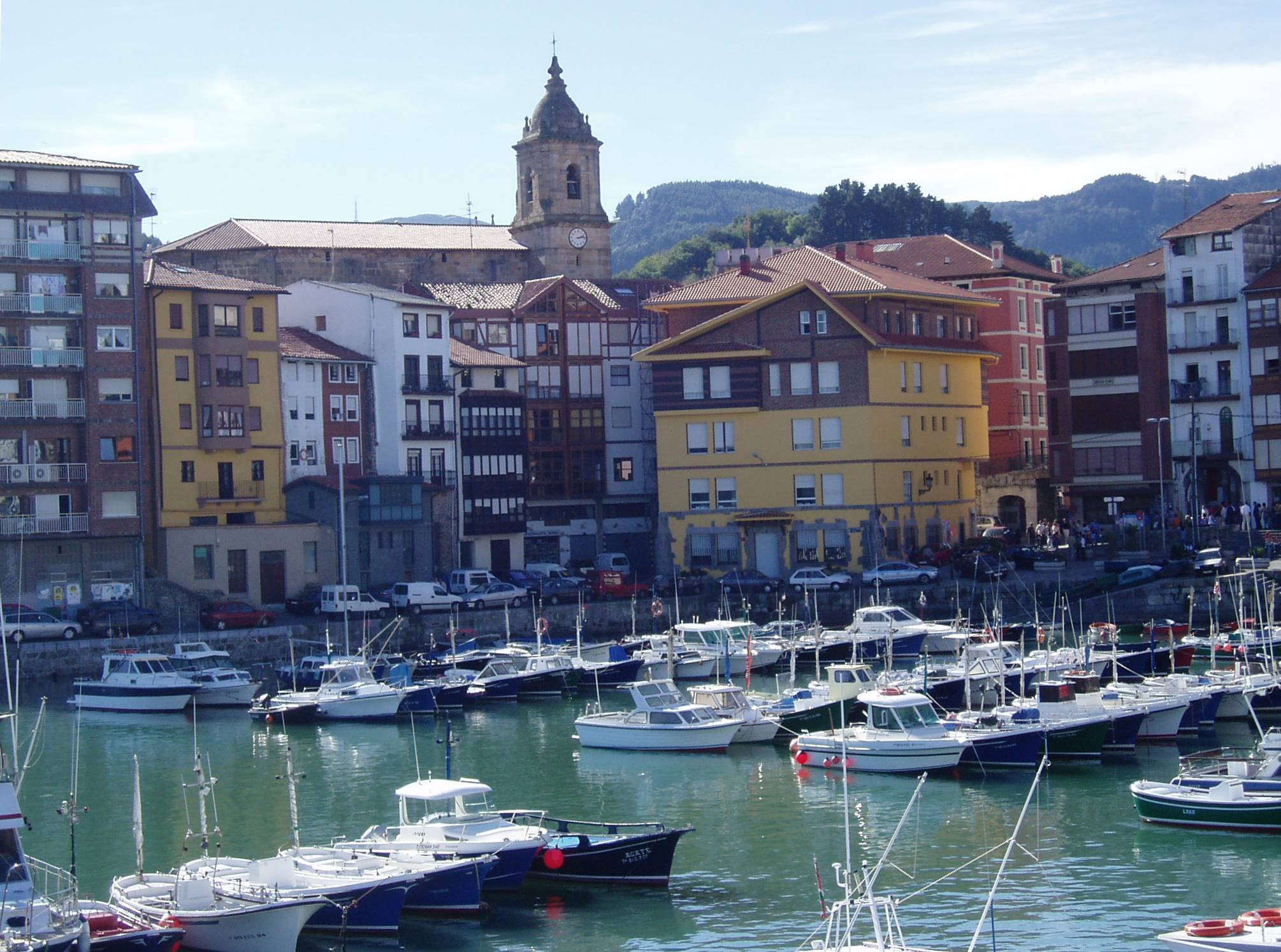
Бермео, старий порт
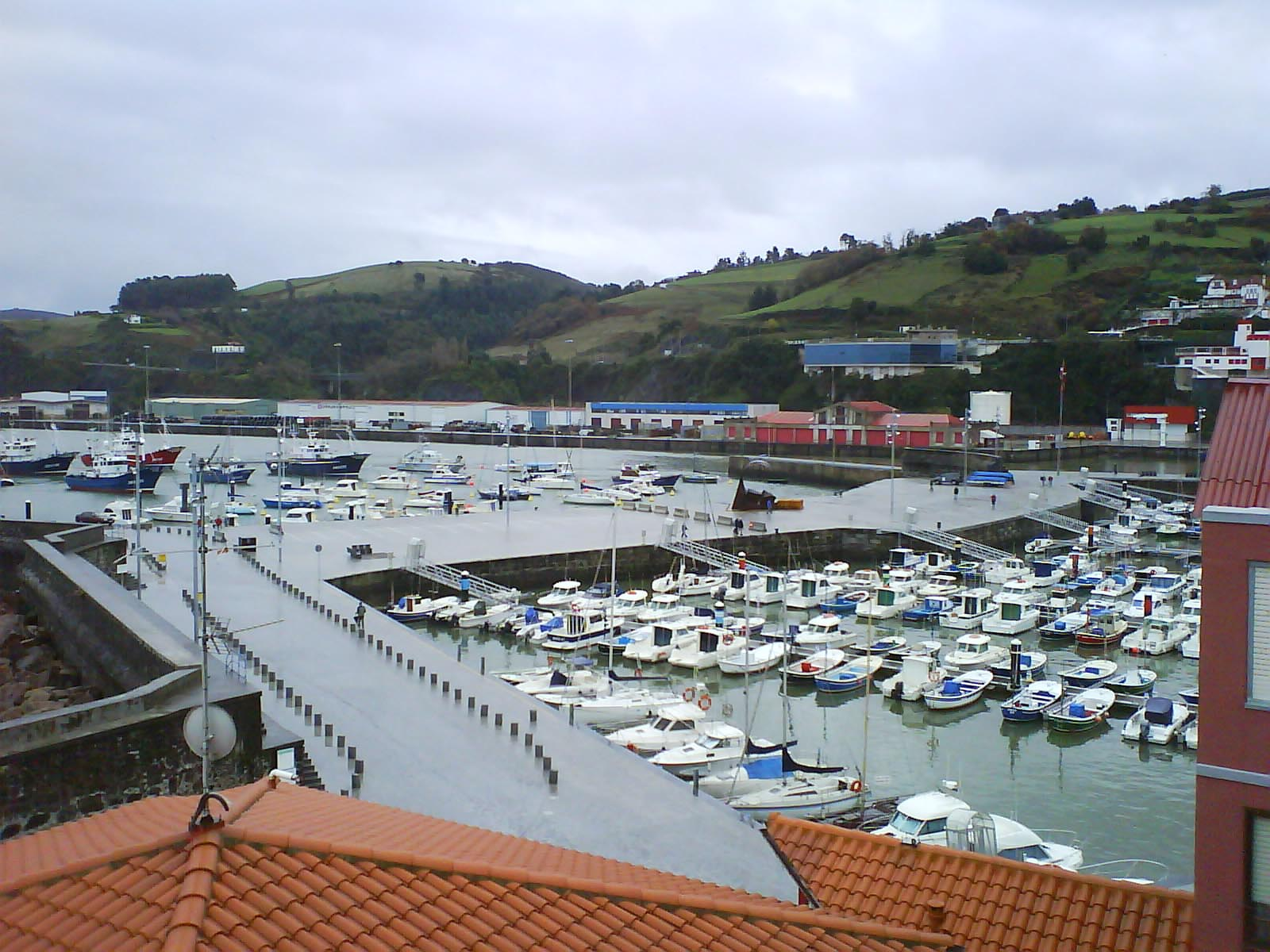
Порт
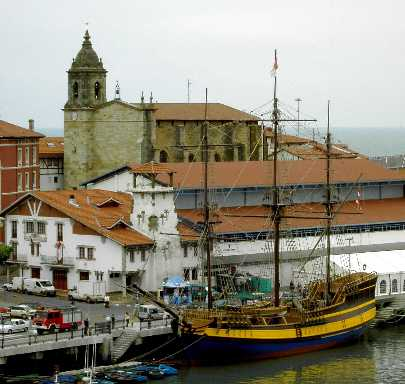
Церква Санта-Еуфемія
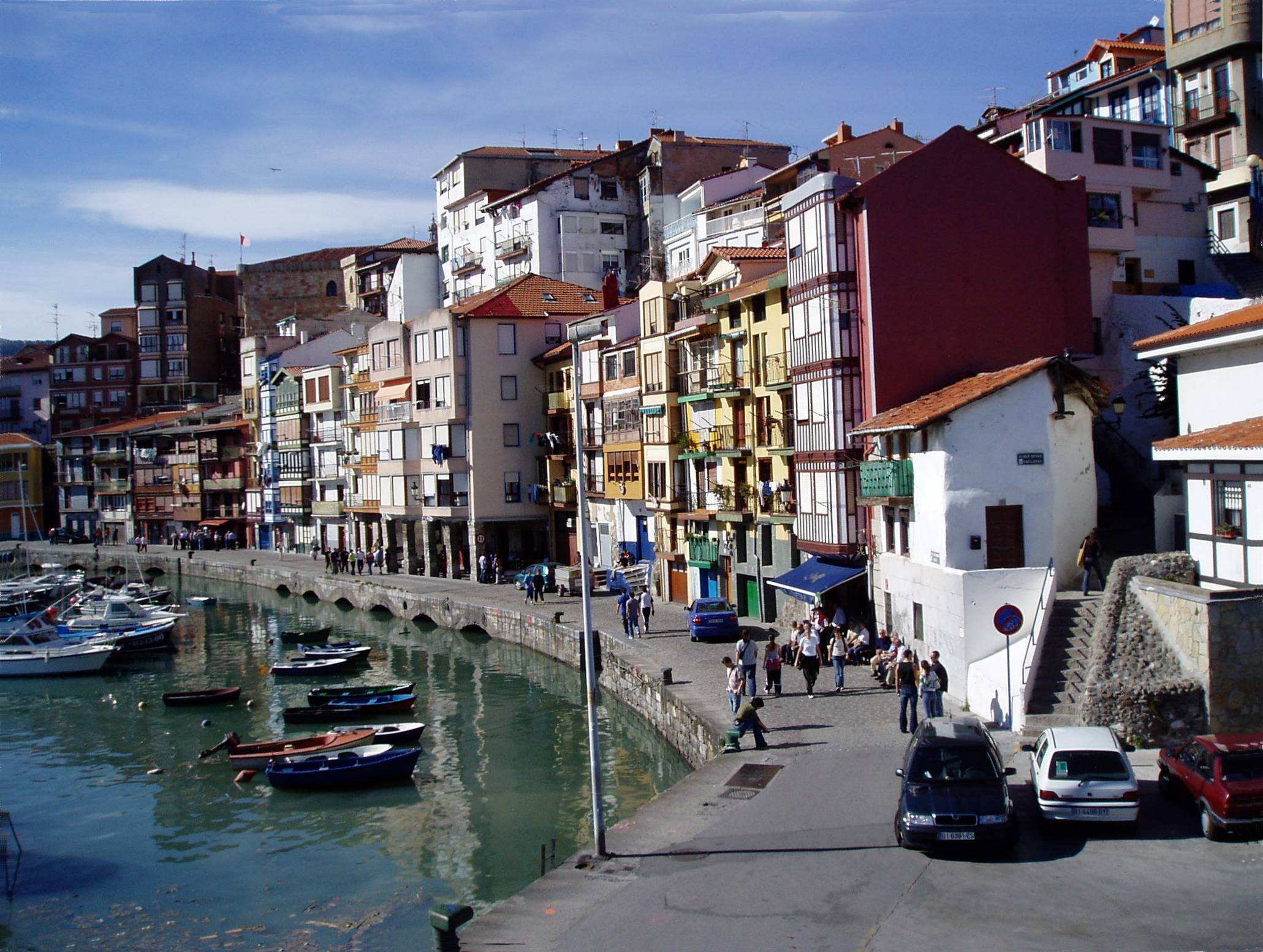
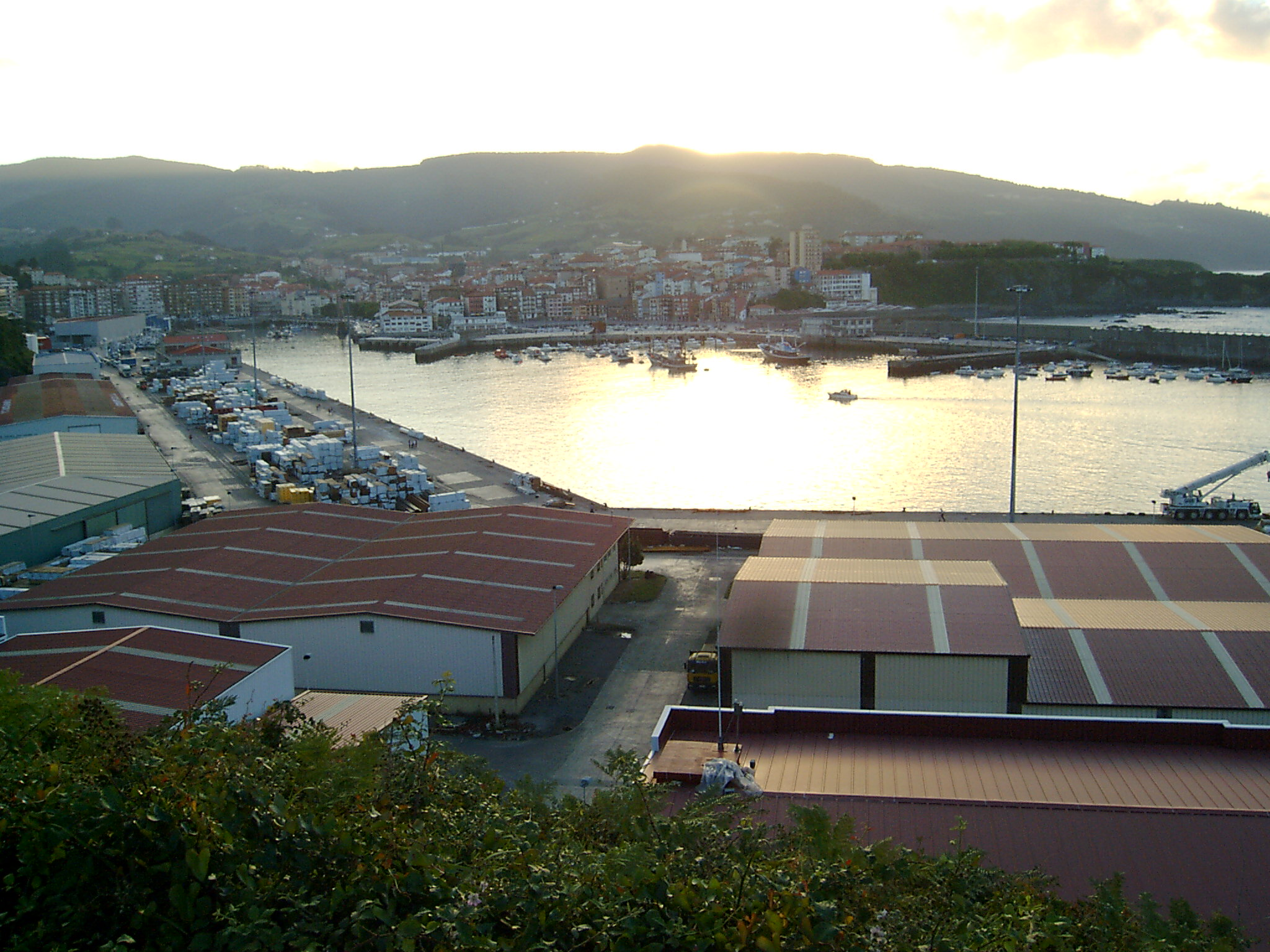
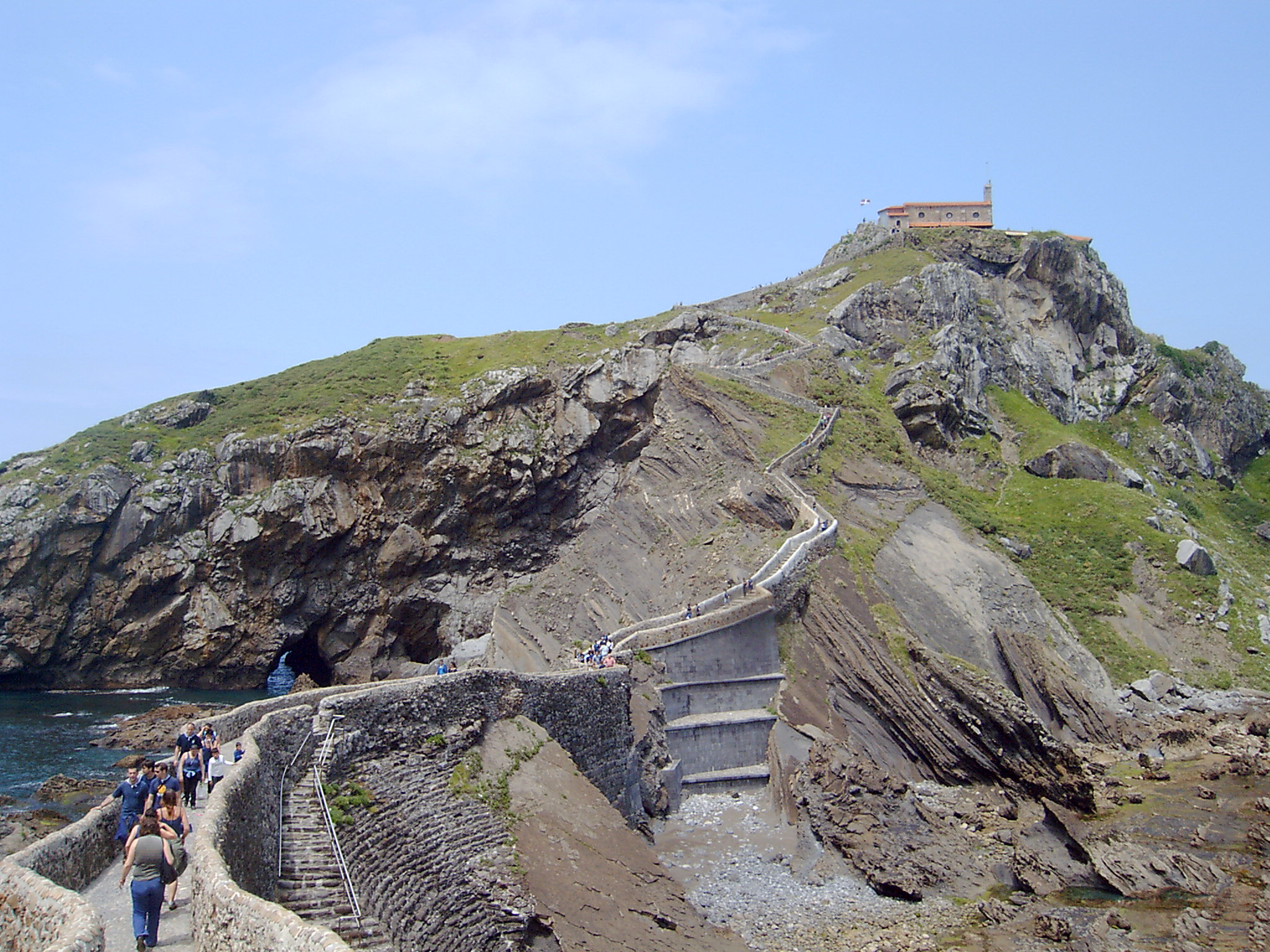
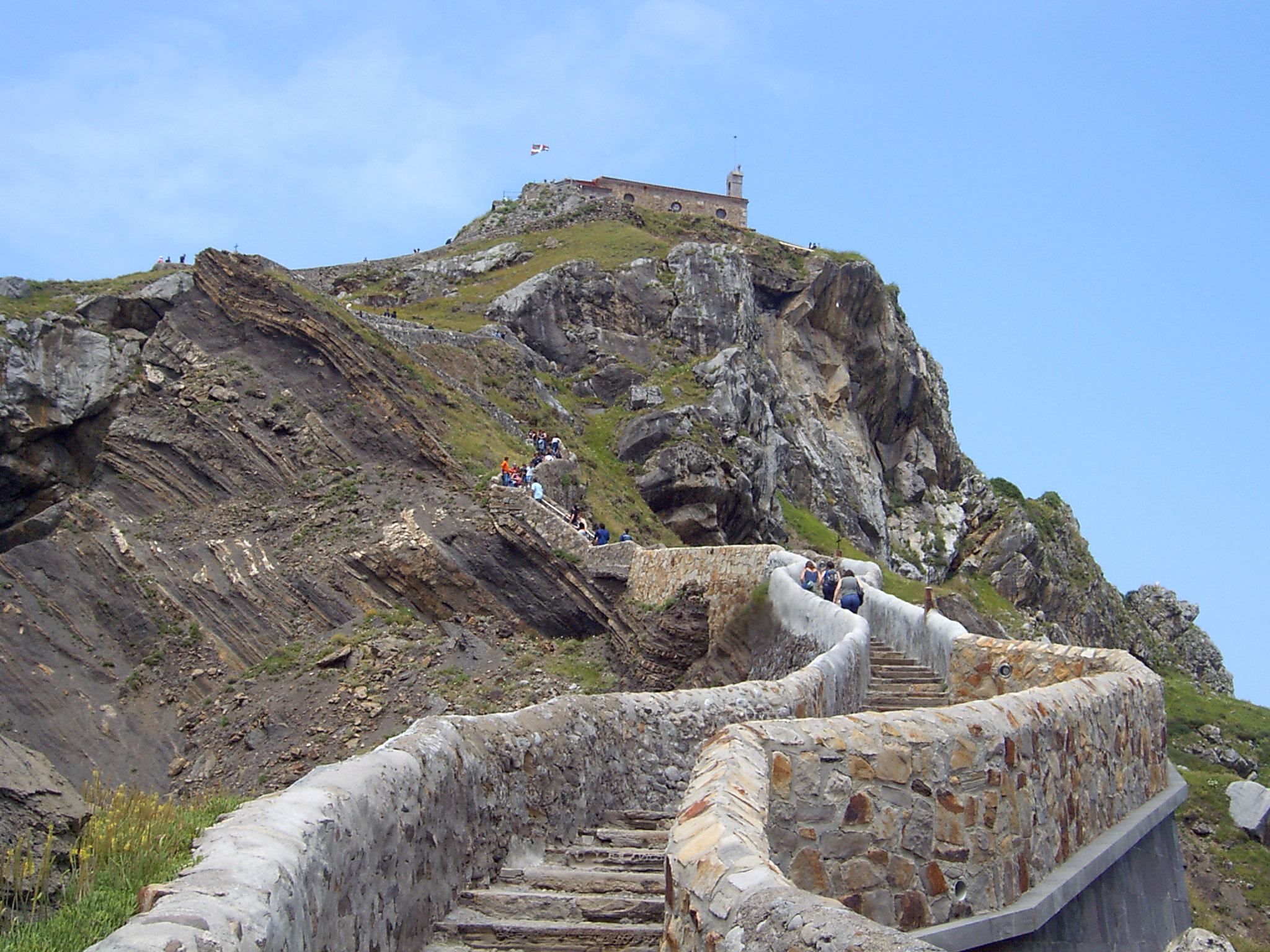
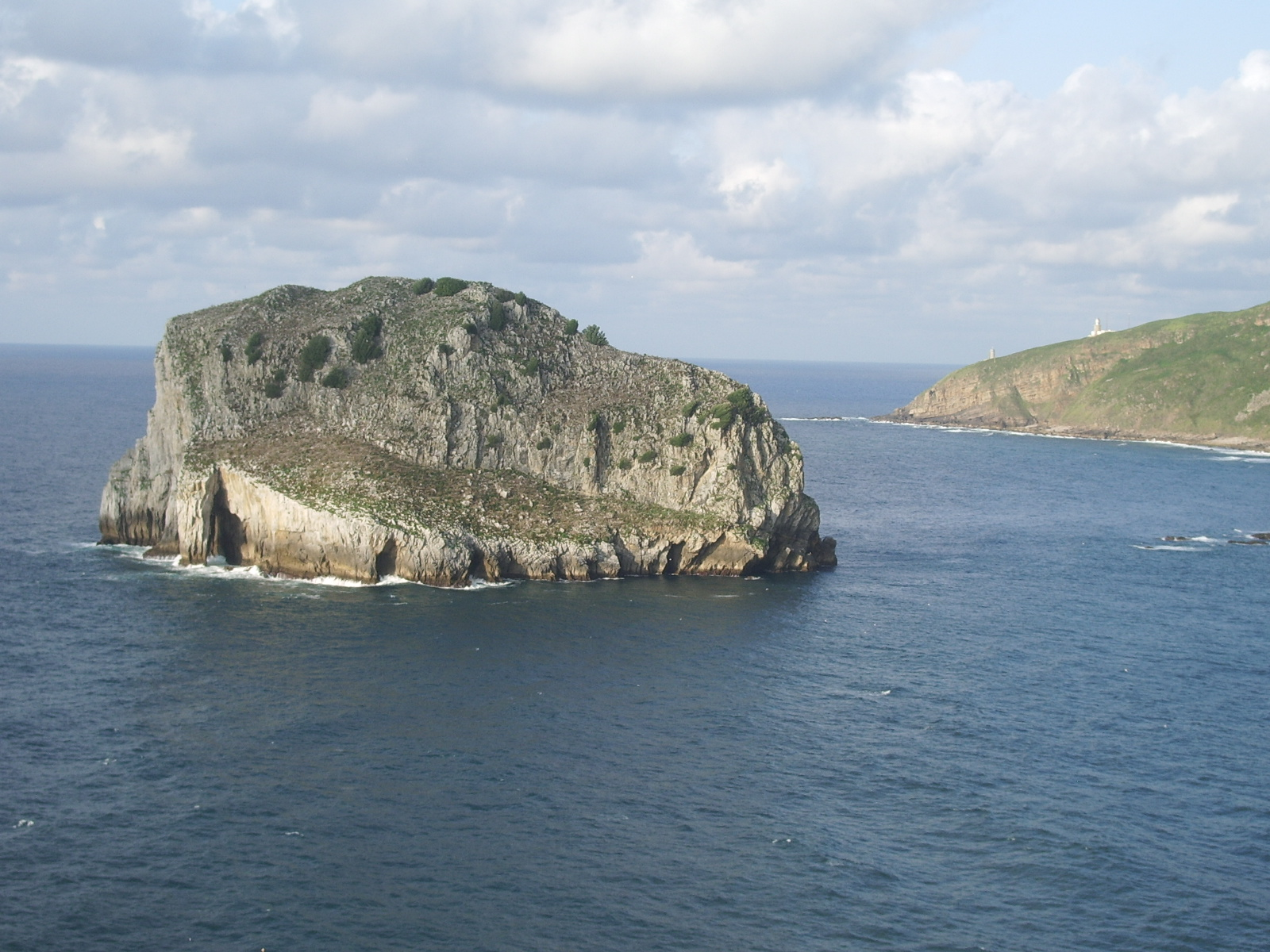
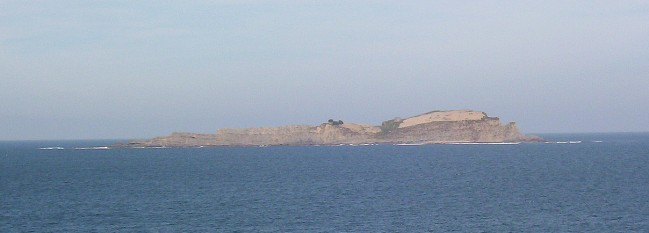
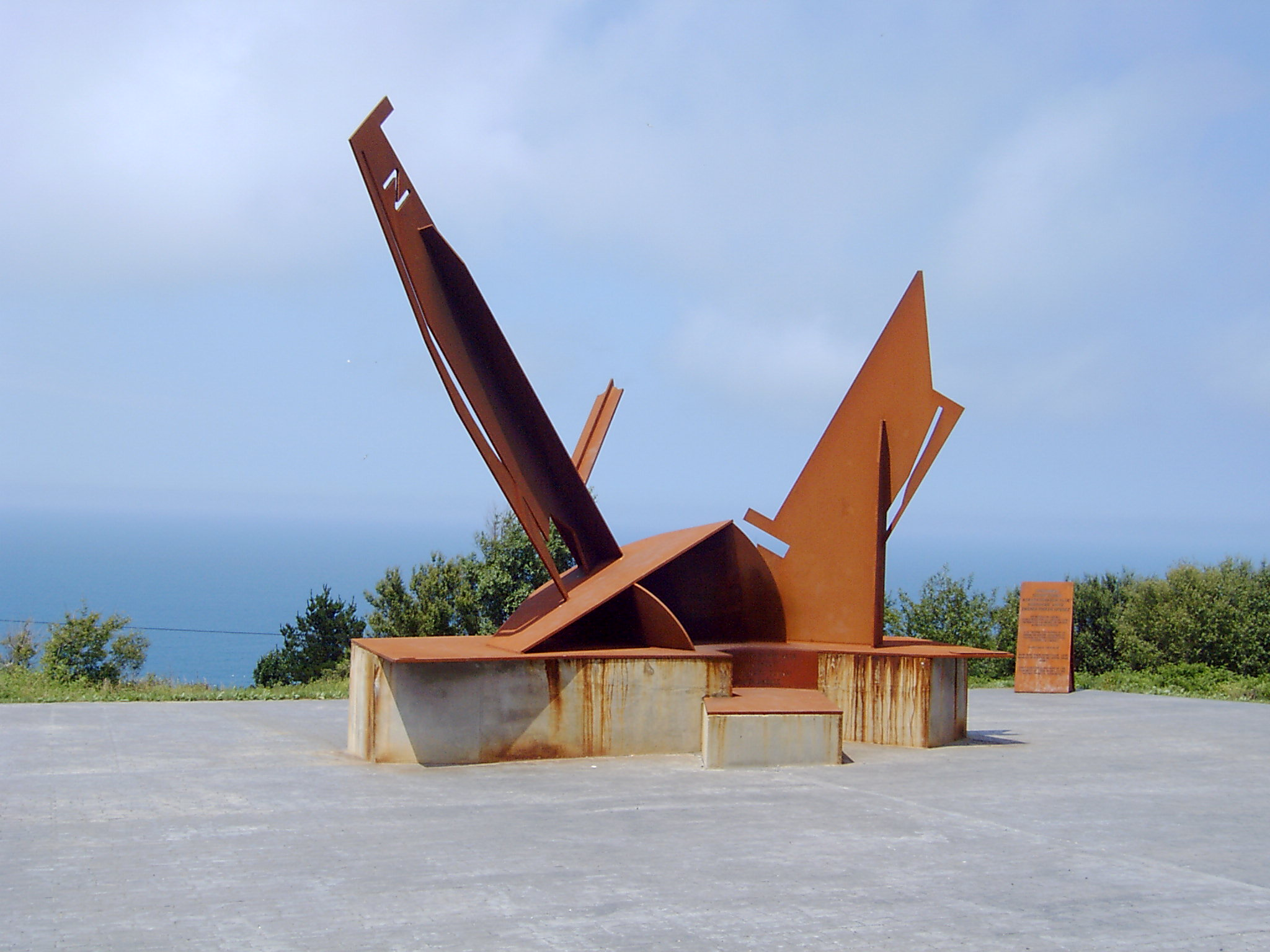
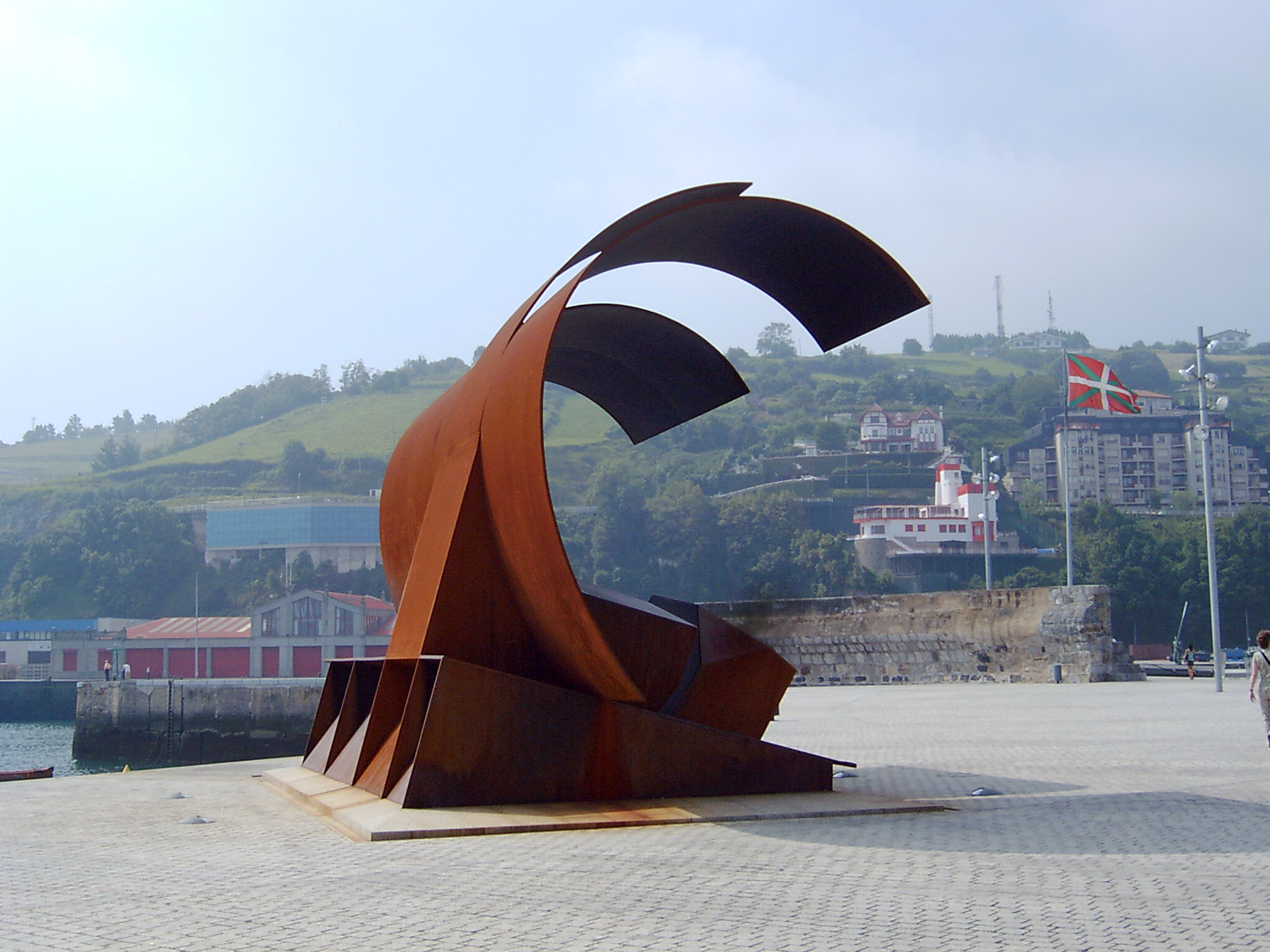
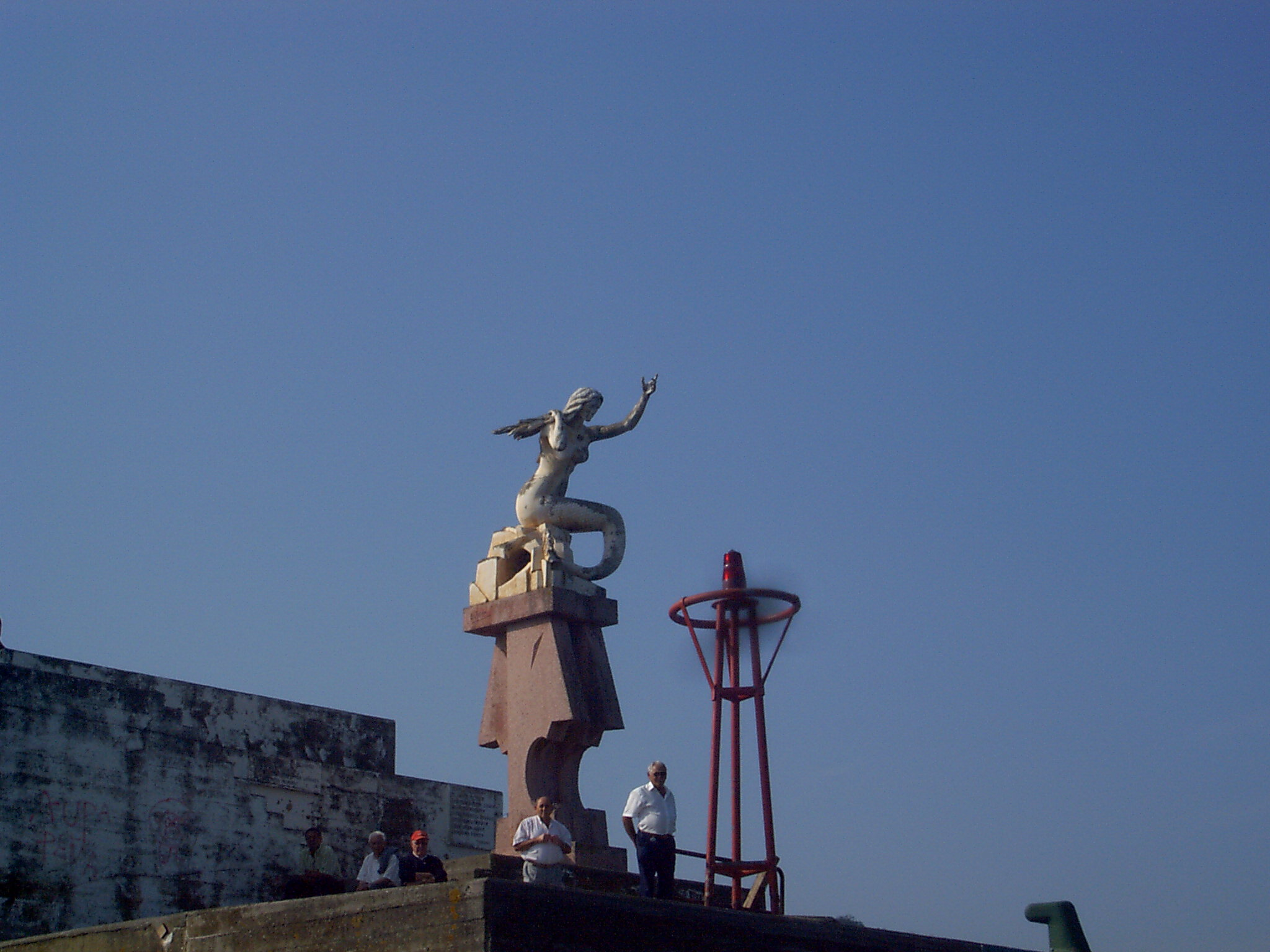
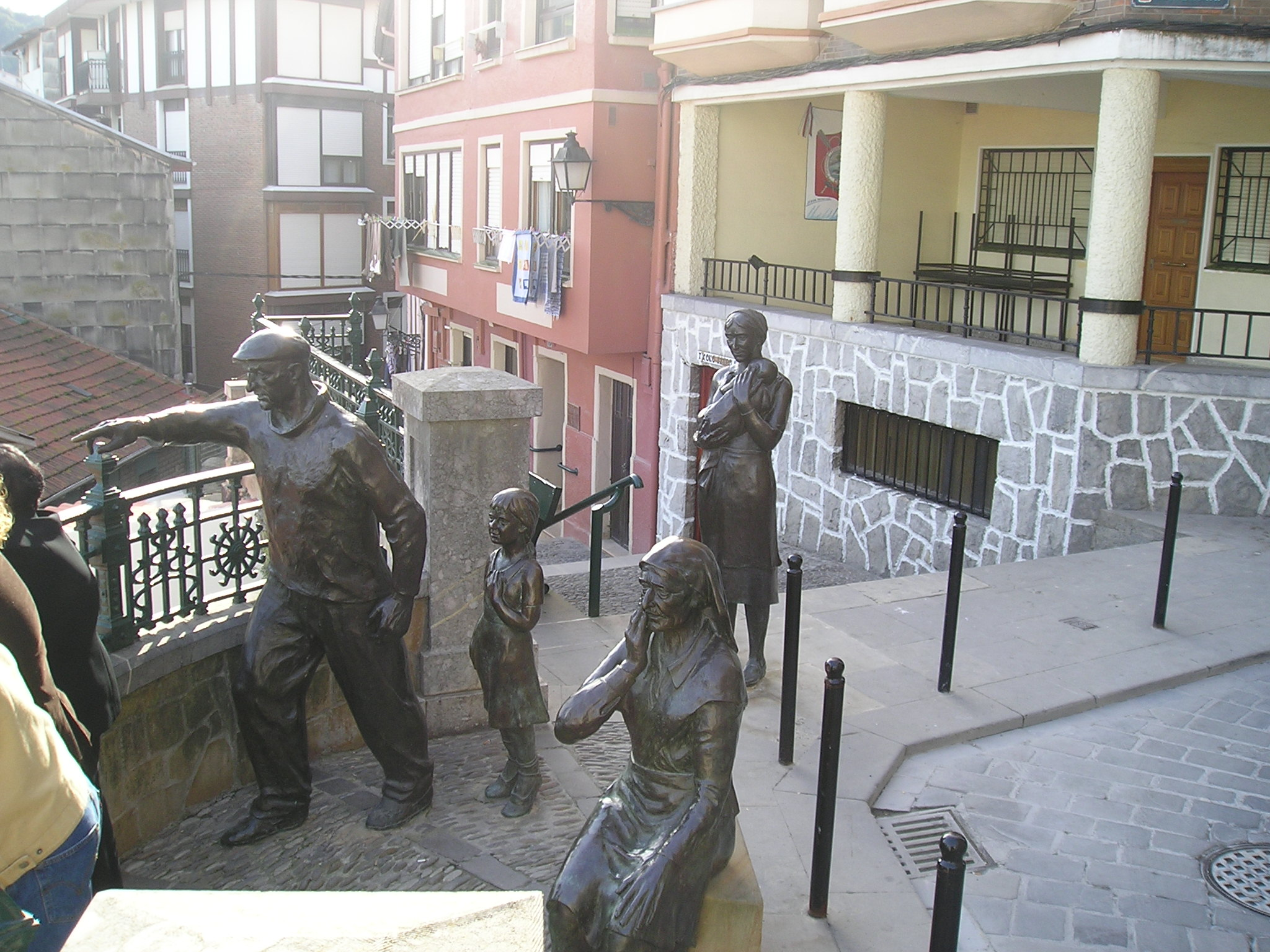
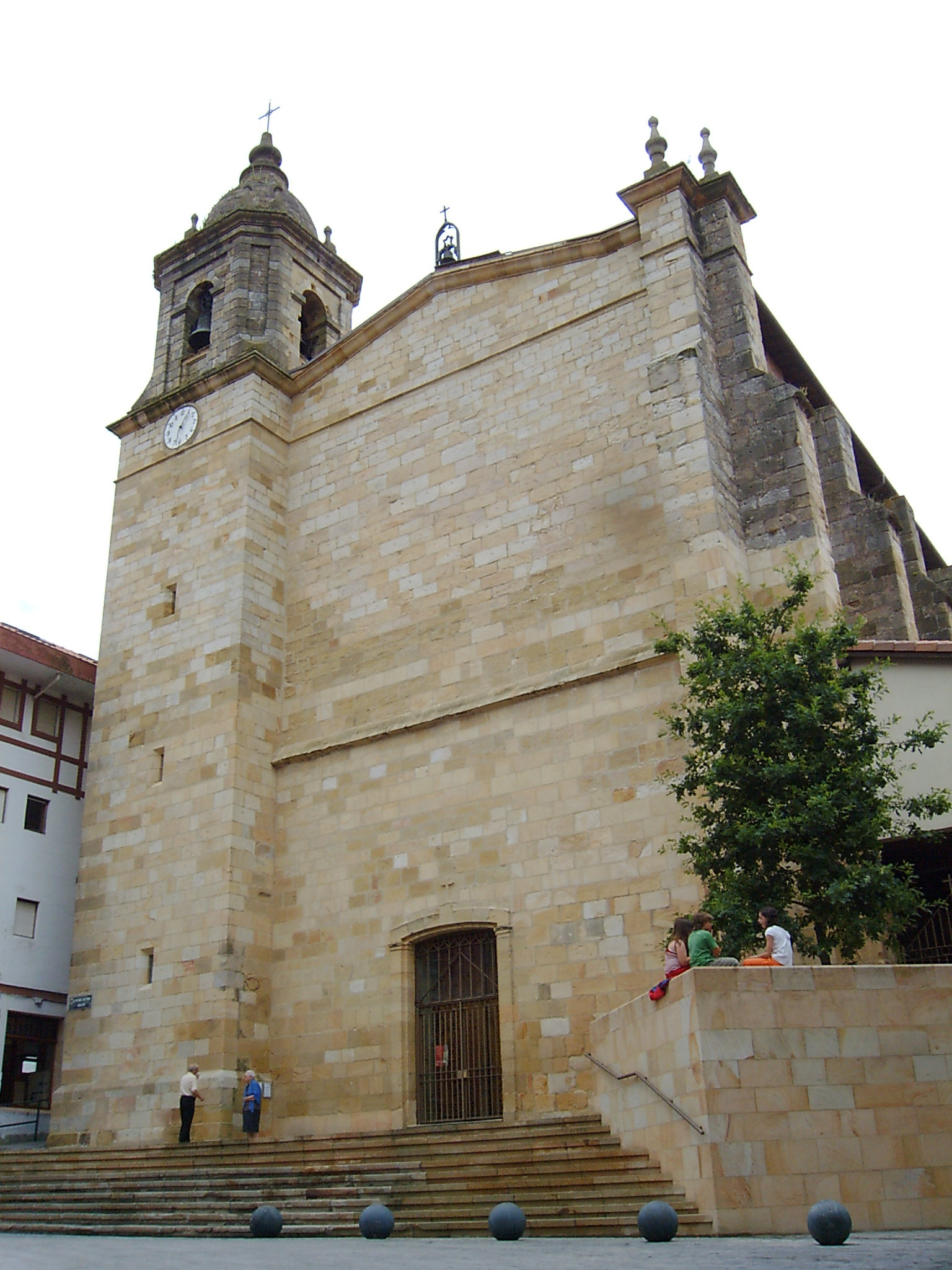
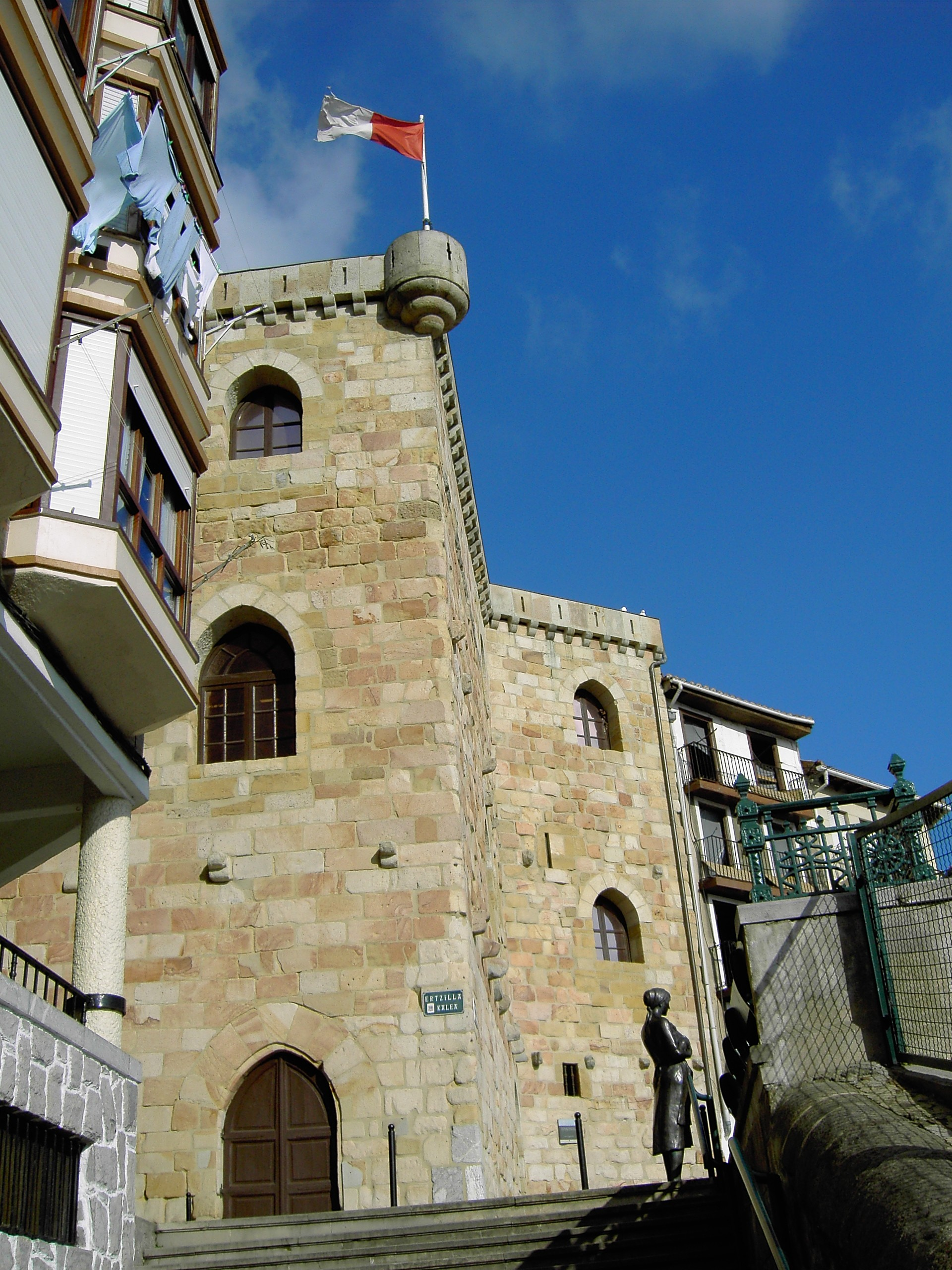
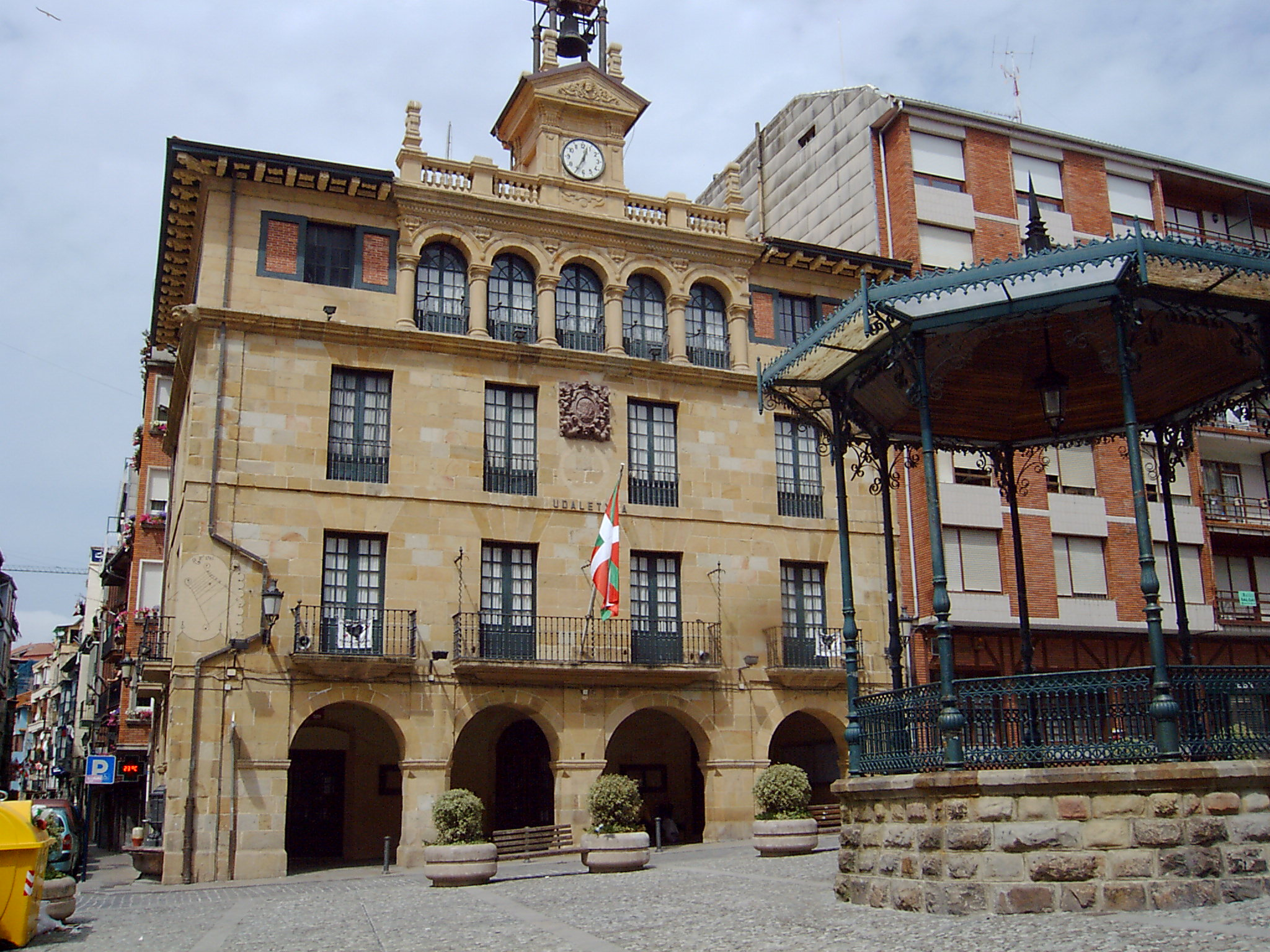
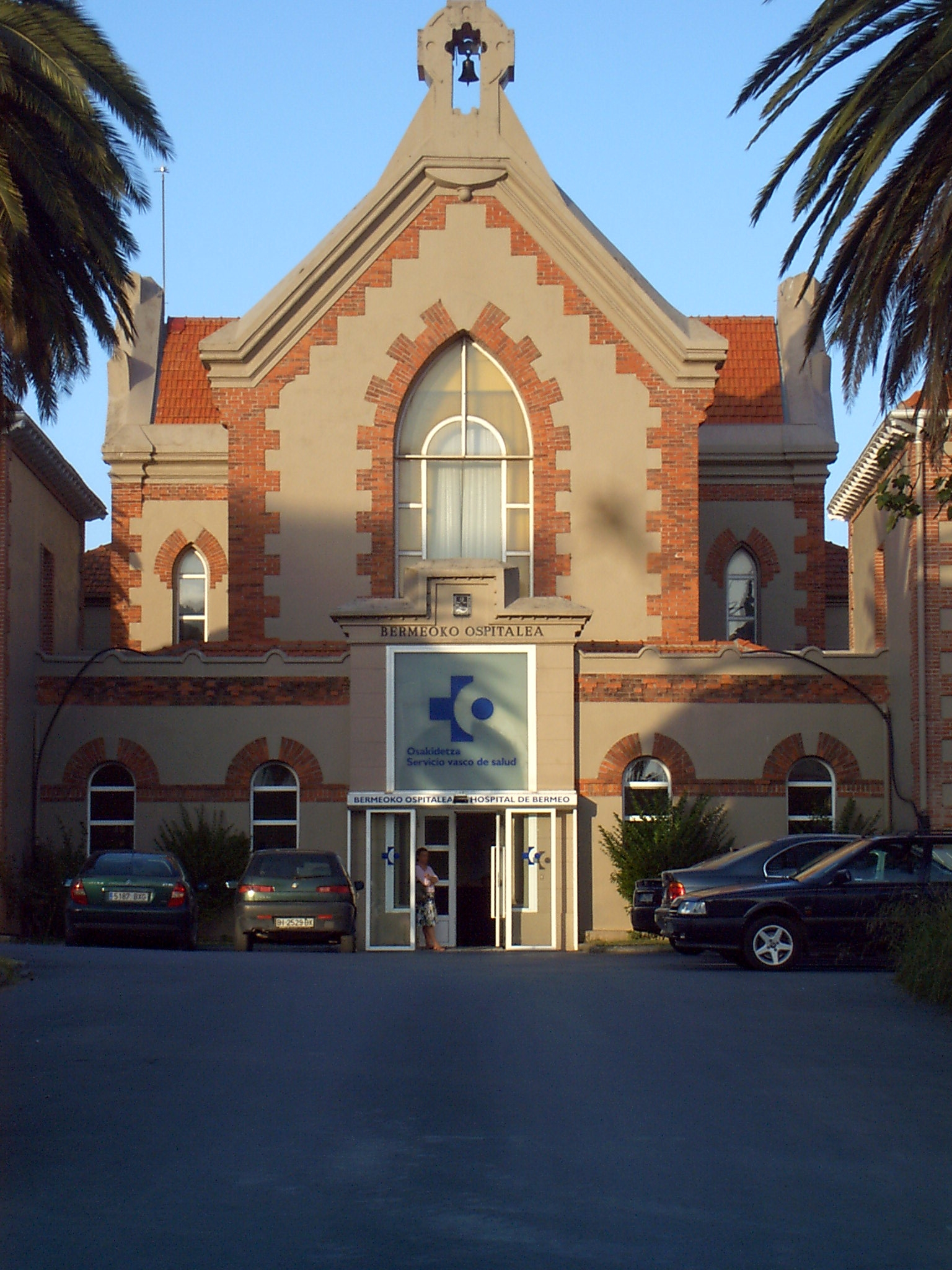
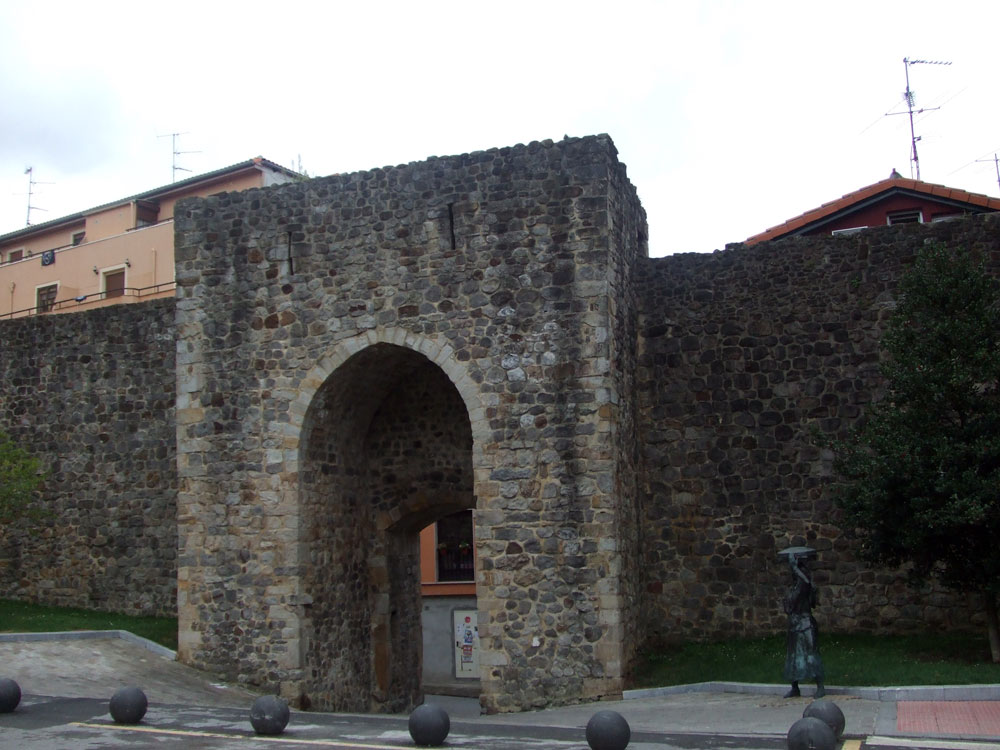
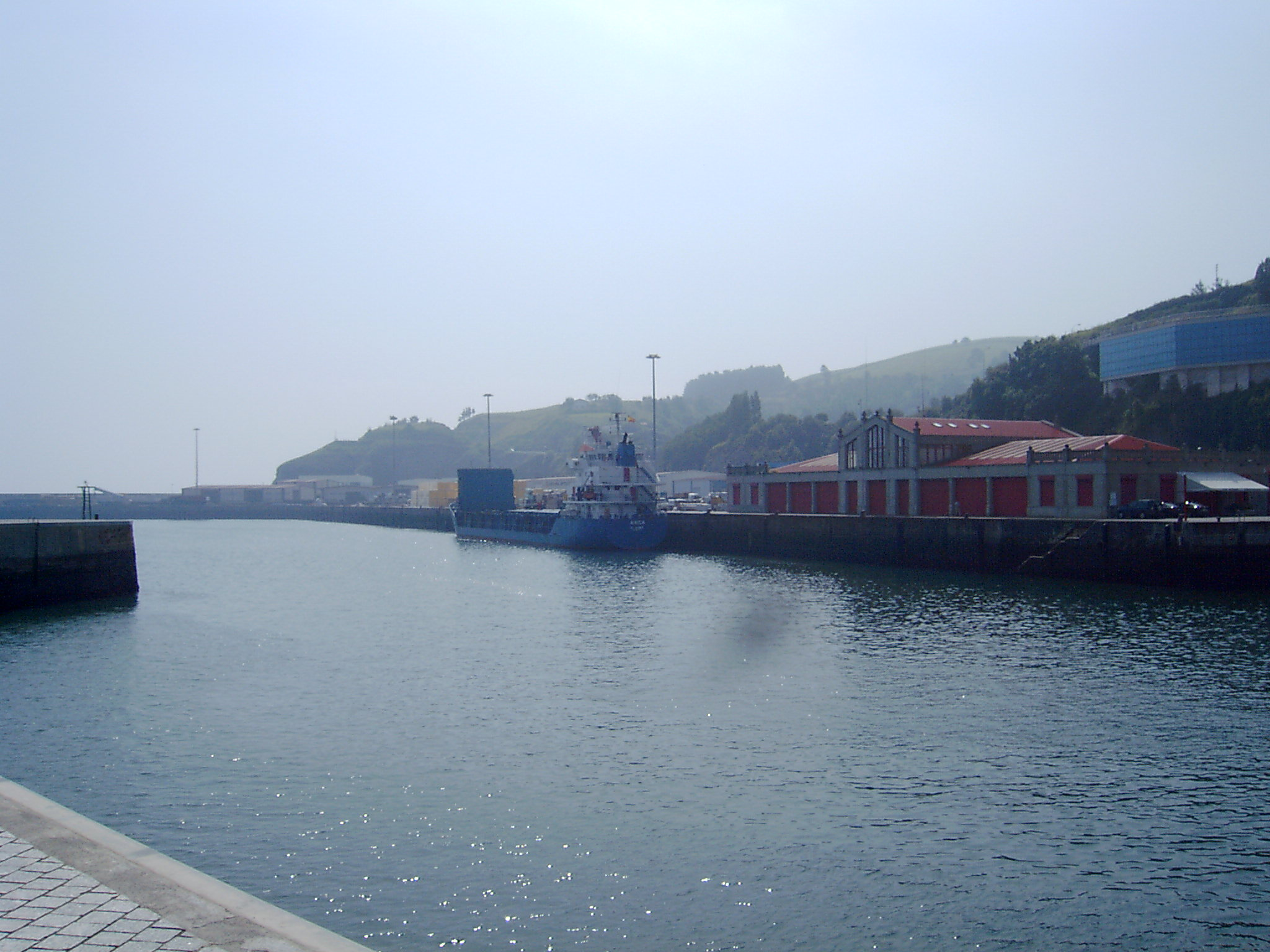
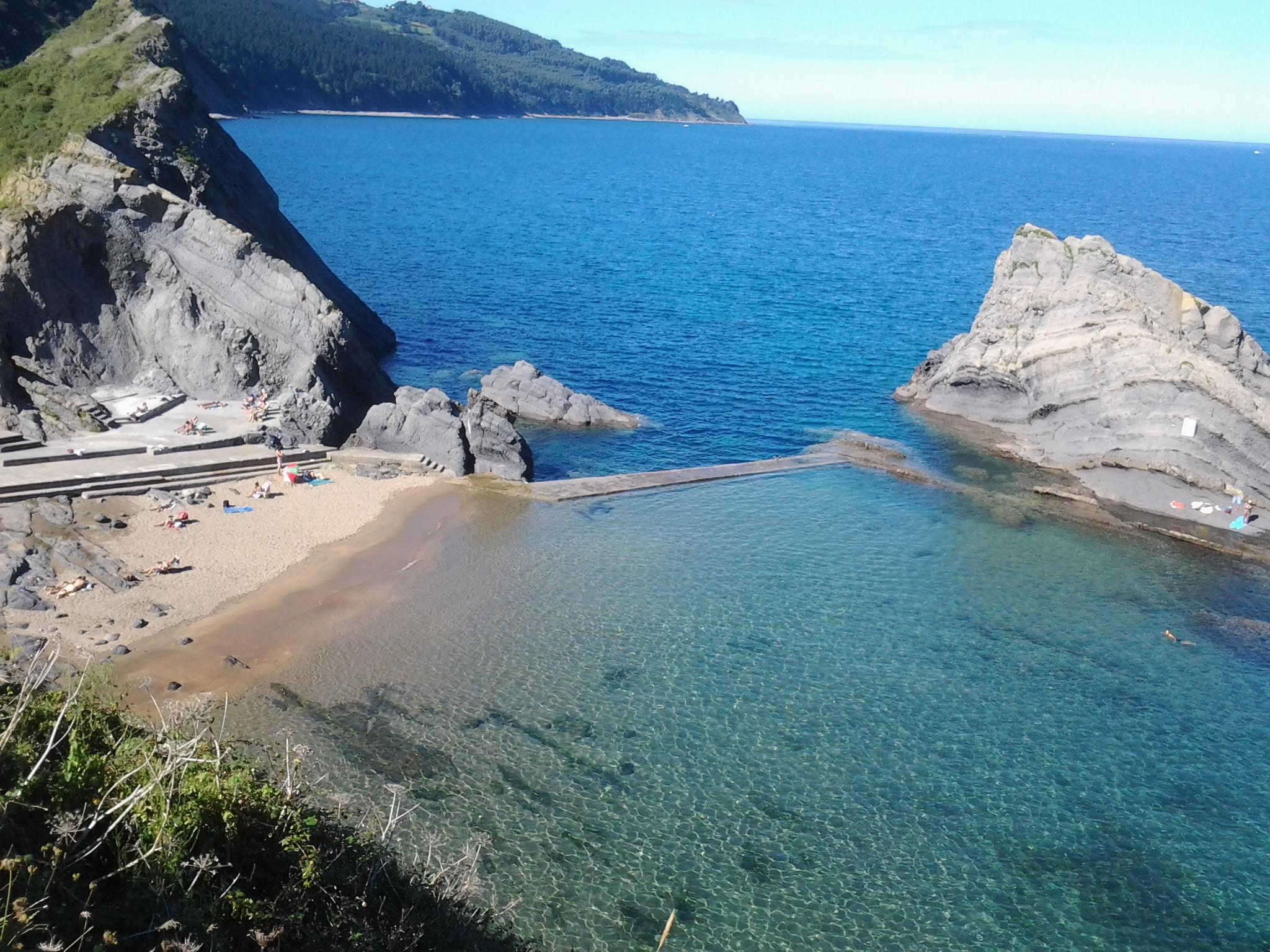